# Karl Schäff
Karl Schäff (* 17. Mai 1901 in Eckersmühlen; † 15. Januar 1985)  war ein deutscher Ingenieur und Manager. In den 1960er-Jahren war er Vorsitzender des Vereins Deutscher Ingenieure (VDI).

## Leben
Karl Schäff studierte von 1920 bis 1924 Maschinenbau an der Technischen Hochschule München, wo er 1929 auch promovierte. Seine erste berufliche Station nach dem Studium war 1924 die Kraftwerksabteilung der AEG. Von 1942 an war er Mitarbeiter der Steinkohlen-Elektrizität AG und wurde dort 1949 Vorstandsmitglied. 1963 wurde er Sprecher des Vorstands.
Karl Schäff gehörte seit 1925 dem VDI an. 1960 wurde er Vorstandsmitglied des Vereins, 1963 und 1964 dessen stellvertretender Vorsitzender und von 1965 bis 1967 war er VDI-Vorsitzender. Von 1958 bis 1966 war er Vorstandsmitglied im Ruhrbezirksverein des VDI. Er war Mitglied des Beirats der Fachgruppen Staubtechnik und Energietechnik des VDI. 1962 wurde er Vorstandsmitglied der Vereinigung der Großkesselbesitzer (VGB). Er war Mitglied des Fachausschusses Kraft- und Wärmetechnik der Vereinigung der Deutschen Elektrizitätswerke und stellvertretender Präsident des nationalen Komitees der Weltenergiekonferenz. 
Der VGB würdigte Karl Schäffs Leistungen mit der Guillaume-Ehrenmünze, der VDI  mit dem VDI-Ehrenzeichen 1956 und 1969 mit der Ehrenmitgliedschaft.

## Werke (Auswahl)
- Die graphische Behandlung der Düsengesetze für Wasserdampf. Julius Springer, Berlin 1930.
- Stand der Entwicklung von Steinkohlenkraftwerken. VDI-Verlag, Düsseldorf 1960.
- Die Entwicklung zum heutigen Wärmekraftwerk – ein Beitrag zur Geschichte der Kraftwerkstechnik 1765 – 1975. VGB-Dampftechnik GmbH, Verl. Techn.-Wiss. Schr., Essen 1977.